# 12.ヒトエ
12.ヒトエ（じゅうにヒトエ）は、日本の女子中高生（当時）12人で編成されるブラス・ロックバンド。2000年に結成され、2006年に解散。

## 概略
バンド名の「12.ヒトエ」とは、メンバー12人の個性と音楽性を一つの作品で表現するという意味から、十二単を捩って名付けられた。「12.HITOE」とも称す。
2000年、当時のマネジメント会社であるノアプライム主催のオーディションによって集められた12人によって結成。結成後も数回メンバーチェンジを繰り返す。
2001年、Sony Recordsよりシングル「GIMMIE SHELTER」でデビュー。Hysteric Blue、Whiteberry、ラナhanakoマキサック、ZONEに次ぐPOT ARTIST（POWER OF TEENS ARTIST）レーベルの第5弾アーティストとしてデビュー。2002年、2枚目のシングル「レントゲン」を発売。ドラマ主題歌に起用される。7月末にはファーストコンサートも開催。
2003年末をもってSony Recordsとの契約が終了。バンド名を「十二単」に変更。以降インディーズで活動するが音源の発売はなく、メンバーチェンジを繰り返し2006年1月末をもって解散。同年4月から「さくらBANDA」と「DATCH CREW」の2グループに分かれてそれぞれ活動を始めるが、2つのグループは解散。また、佐野はなはGacharic Spinにドラマーとして参加、現在はギターボーカルを担当している。

## メンバー
| メンバー     |                | 担当                        | 誕生日         | 2001 | 2002 | 2003 | 2004 | 2005 | 2006 |
| ------------ | -------------- | --------------------------- | -------------- | ---- | ---- | ---- | ---- | ---- | ---- |
| 鴇田祐穂     | ときたゆうほ   | ボーカル                    | 1984年8月31日  | 〇   | 〇   | 〇   |      |      |      |
| 佐野はな     | さのはな       | ボーカル → ギター・ボーカル | 1986年5月16日  | 〇   | 〇   | 〇   | 〇   | 〇   | 〇   |
| 小野寺博美   | おのでらひろみ | トランペット                | 1983年12月9日  | 〇   | 〇   | 〇   | 〇   | 〇   | 〇   |
| 塩野谷宏子   | しおのやひろこ | トランペット                | 1986年6月27日  | 〇   | 〇   | 〇   | 〇   | 〇   | 〇   |
| 大村麗羅     | おおむられいら | テナーサックス              | 1985年8月30日  | 〇   | 〇   | 〇   | 〇   | 〇   | 〇   |
| 久保田真由美 | くぼたまゆみ   | アルトサックス              | 1986年2月23日  | 〇   | 〇   | 〇   | 〇   | 〇   | 〇   |
| 篠洋子       | しのようこ     | トロンボーン                | 1985年8月1日   | 〇   | 〇   | 〇   | 〇   | 〇   |      |
| 武澤亜沙美   | たけざわあさみ | トロンボーン                | 1986年4月26日  | 〇   | 〇   | 〇   | 〇   | 〇   | 〇   |
| 木村幸代     | きむらさちよ   | ギター                      | 1983年6月20日  | 〇   | 〇   | 〇   |      |      |      |
| 大沢泰子     | おおさわやすこ | シンセベース                | 1986年12月27日 | 〇   | 〇   | 〇   | 〇   | 〇   | 〇   |
| 牛田奏       | うしだかなで   | ドラム                      | 1984年10月11日 | 〇   | 〇   | 〇   | 〇   | 〇   |      |
| 中丸静香     | なかまるしずか | キーボード                  | 1987年4月24日  | 〇   | 〇   | 〇   | 〇   | 〇   |      |
| 朝倉香       | あさくらかおり | ボーカル                    | 1988年1月12日  |      |      | 〇   | 〇   | 〇   | 〇   |
| 雨野美咲     | あまのみさき   | ボーカル                    | 1992年6月5日   |      |      |      | 〇   |      |      |
| 伊澤有梨須   | いざわありす   | ボーカル                    | 1991年10月22日 |      |      |      | 〇   |      |      |
| 今井あゆみ   | いまいあゆみ   | ボーカル                    | 1983年9月14日  |      |      |      | 〇   |      |      |
| 木村慶華     | きむらけいか   | シンセサイザー              | 1988年11月12日 |      |      |      | 〇   | 〇   |      |
| 野本真那実   | のもとまなみ   | ボーカル                    | 1986年2月9日   |      |      | 〇   |      |      |      |
| 和田紗耶香   | わださやか     | ボーカル                    | 1983年5月3日   |      |      | 〇   |      |      |      |
| 佐藤宏美     | さとうひろみ   | ギター                      |                |      |      |      | 〇   |      |      |
| 山崎茉実     | やまざきまみ   | ギター                      |                |      |      |      | 〇   |      |      |
| 花岡環       | はなおかたまき | キーボード                  |                |      |      |      |      |      | 〇   |
| 柴田眞里     | しばたまり     | ボーカル                    |                |      |      |      |      |      | 〇   |
| 片山幸花     | かたやまゆきか | ドラム                      |                |      |      |      | 〇   | 〇   | 〇   |
| 伊藤友美     | いとうともみ   | ボーカル                    |                |      |      |      |      |      | 〇   |
| 鴫原由子     | しぎはらゆいこ | ベース                      |                |      |      |      |      |      | 〇   |

## ディスコグラフィー

### シングル
- GIMMIE SHELTER（2001年12月5日）
  - TBS『キャイ〜ン式』オープニングテーマ
  - タケダスポーツCFソング （カップリング曲『だいっキライ!』）
- レントゲン（2002年4月24日）
  - MBS・TBS系ドラマ30『おかみさんドスコイ!!』主題歌
  - よみうりテレビ・日本テレビ系『たかじんのそこまで言って委員会』CM挿入時使用曲
- 迷宮入りの事件簿（2002年10月30日）

テレビ朝日系『奇跡の扉 TVのチカラ』エンディングテーマ
- 幻（2003年1月29日）
  - 中京テレビ・日本テレビ系『あんグラ☆NOW』『ろみひー』『ムチャ修行!』各2003年1月度エンディングテーマ
  - WOWOW『音のサマ!HITS IN JAPAN』エンディングテーマ

### アルバム
- 十二単（2003年2月26日）